# Stipe Plazibat
Stipe Plazibat (nacido el 31 de agosto de 1989) es un futbolista croata que se desempeña como centrocampista.
Jugó para clubes como el HNK Šibenik, Rabotnički Skopje, FC Gifu, V-Varen Nagasaki, Home United FC y Bangkok Glass.

## Trayectoria

### Clubes
| Club              | País      | Año         |
| ----------------- | --------- | ----------- |
| NK Solin          | Croacia   | 2008 - 2011 |
| HNK Šibenik       | Croacia   | 2011        |
| NK Dugopolje      | Croacia   | 2012        |
| Rabotnički Skopje | Croacia   | 2012 - 2013 |
| FC Gifu           | Japón     | 2013 - 2014 |
| V-Varen Nagasaki  | Japón     | 2014 - 2015 |
| NK Dugopolje      | Croacia   | 2015        |
| Hougang United FC | Singapur  | 2016        |
| Home United FC    | Singapur  | 2017        |
| Bangkok Glass     | Tailandia | 2018        |
| NK Solin          | Croacia   | 2018 -      |